# Migliarina (Viareggio)
La Migliarina è un quartiere del comune di Viareggio.
I nomi di molte strade, ideati dal carrista Sergio Baroni, richiamano fiori, alberi e le vette delle Alpi Apuane, un tempo ben visibili dalla zona, (prima della costruzione di edifici a molti piani).

## Storia

### Antichità
In epoca etrusca arcaica nell'area si trovava un cordone dunale sopraelevato rispetto ai  terreni paludosi circostanti, che si estendeva lungo tutta l'odierna Migliarina fino a Lido di Camaiore. Su tale cordone si trovava un insediamento produttivo-commerciale etrusco, attivo fino all’epoca romana, forse a servizio del villaggio che si trovava in località San Rocchino.
Fin dal XVII secolo nell'area sono avvenuti ritrovamenti archeologici. Negli anni ’60, durante la costruzione dell’autostrada A12, sono stati raccolti numerosi reperti databili dalla tarda età del Ferro all'epoca etrusco-arcaica in località Campo Rosso, oggi conservati al Museo Blanc.

### Epoca contemporanea
Fino agli anni ’40 l'area era prettamente rurale, con piccoli insediamenti  lungo la viabilità principale. 
Durante la Seconda Guerra Mondiale, a seguito dello sfollamento di Viareggio, i capanni agricoli della zona servirono da rifugio ai viareggini. I sacerdoti di San Paolino svolgevano le funzioni in una baracca sita via della Migliarina.
Terminata la guerra, la popolazione chiese di poter mantenere il presidio religioso e tra il 1950 e il 1954 fu realizzata una chiesa in via della Gronda, intitolata a Santa Maria Assunta che diventò parrocchia nel 1965.
L'area conobbe un rapido sviluppo edilizio, il fosso Fiumetto, che correva lungo via della Gronda, fu quasi interamente tombato e dell’originaria campagna oggi rimane poco.
Negli anni '60  esistevano nel quartiere diversi impianti sportivi tra i quali un campo da baseball in via Bartoletti.

## Monumenti e luoghi di interesse
- Chiesa di Santa Maria Assunta, 1954
- Nuova chiesa di Maria Santissima Assunta, 2007
- Ex distributore Agip della Rondinella, architettura razionalista tipo Sordelli, 1951
- Fabbrica Mobiliol, 1925
- Murale di Cristian Sonda, al lato del cavalcavia Barsacchi, 2011
- Parco Madri di Plaza de Mayo, parco cittadino